# Geon (física)
En relativitat general, un geon és una ona electromagnètica o gravitatòria no singular que es manté unida en una regió confinada per l'atracció gravitatòria de la seva pròpia energia de camp. Van ser investigats per primera vegada teòricament l'any 1955 per JA Wheeler, que va encunyar el terme com una contracció de "entitat electromagnètica gravitacional".

## Visió general
Atès que la relativitat general és una teoria clàssica de camps, el concepte d'un geon de Wheeler no els tracta com a entitats mecàniques quàntiques, i això generalment segueix sent cert avui dia. No obstant això, Wheeler va especular que podria haver-hi una relació entre els geons i les partícules elementals. Aquesta idea continua cridant certa atenció entre els físics, però en absència d'una teoria viable de la gravetat quàntica, la precisió d'aquesta idea especulativa no es pot provar.
Wheeler no va presentar solucions de geon explícites a l'equació de camp d'Einstein al buit, un buit que va ser parcialment omplert per Dieter R. Brill i James Hartle el 1964 pel geon de Brill-Hartle. El 1997, Anderson i Brill van donar una prova rigorosa que existeixen solucions geològiques de l'equació d'Einstein al buit, encara que no es donen en una forma tancada simple.
Una qüestió important sobre els geons és si són estables o s'han de decaure amb el pas del temps a mesura que l'energia de l'ona es "filtra" gradualment. Aquesta pregunta encara no s'ha respost definitivament, però sembla que el consens és que probablement no poden ser estables. Això deixaria descansar l'esperança inicial de Wheeler que un geon podria servir com a model clàssic per a partícules elementals estables. Tanmateix, això no descartaria la possibilitat que els geons s'estabilitzin per efectes quàntics. De fet, una generalització quàntica del geon gravitacional utilitzant la gravetat quàntica de baixa energia mostra que els geons són sistemes estables fins i tot quan els efectes quàntics estan activats. El geon quàntic (anomenat "graviball") es descriu com a gravitons lligats per la seva autointeracció gravitatòria. Com que els geons (clàssics o quàntics) tenen una massa però són electromagnèticament neutres, són possibles candidats a la matèria fosca.